# 皮德霍羅德涅
皮德霍罗德涅（烏克蘭語：Підгороднє，羅馬化：Pidhorodnie，發音：[pidɦoˈrɔdnʲe]），或按俄語名译波德戈罗德诺耶，是乌克兰第聂伯罗彼得罗夫斯克州第聶伯羅區皮德霍羅德内市镇的城市及行政中心。該市始建於17世紀，面積99.13平方公里，海拔高度56米，2022年人口数量为19,138人。该市2025年前称皮德霍罗德内（羅馬化：Pidhorodne）。

## 图集

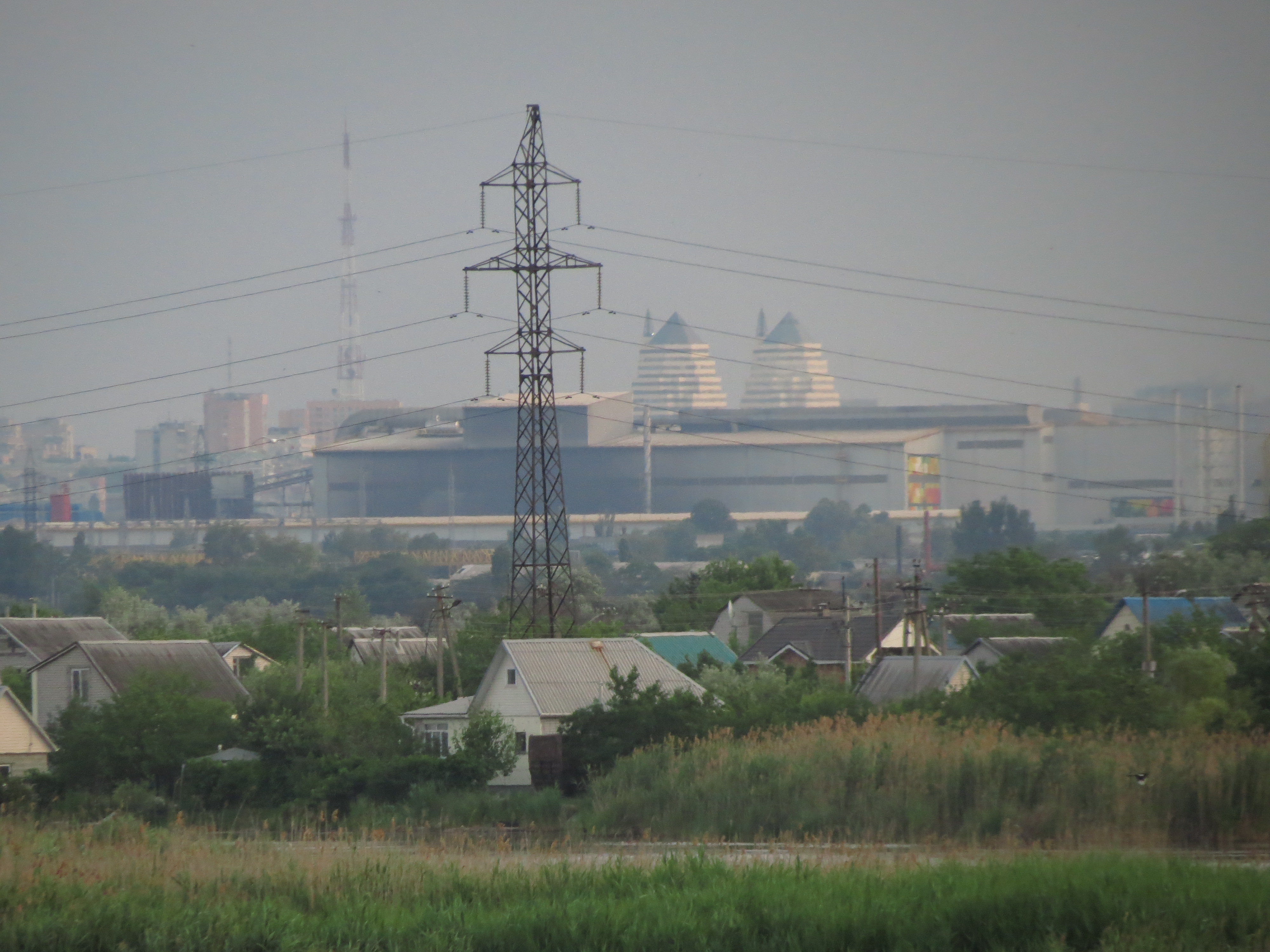
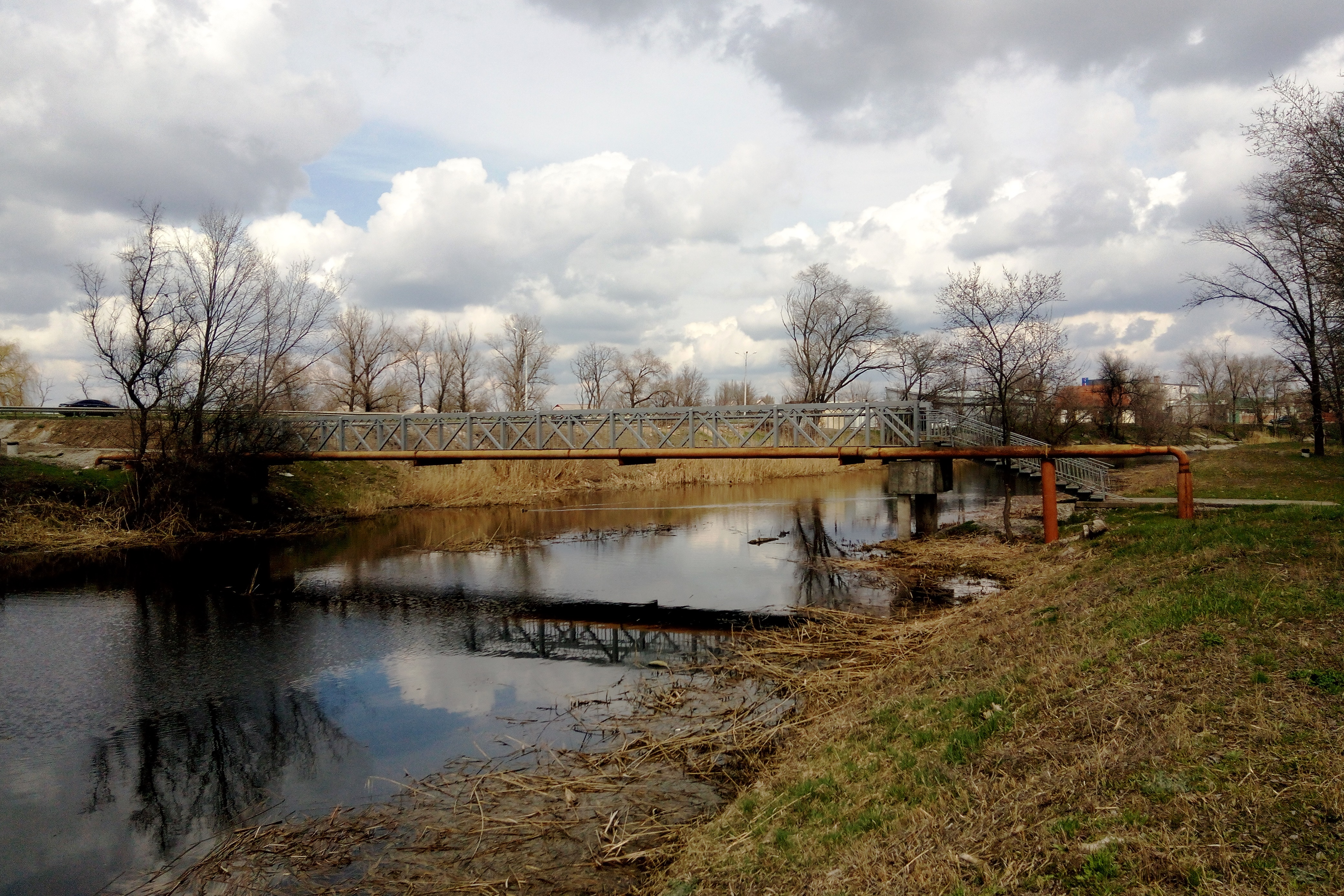
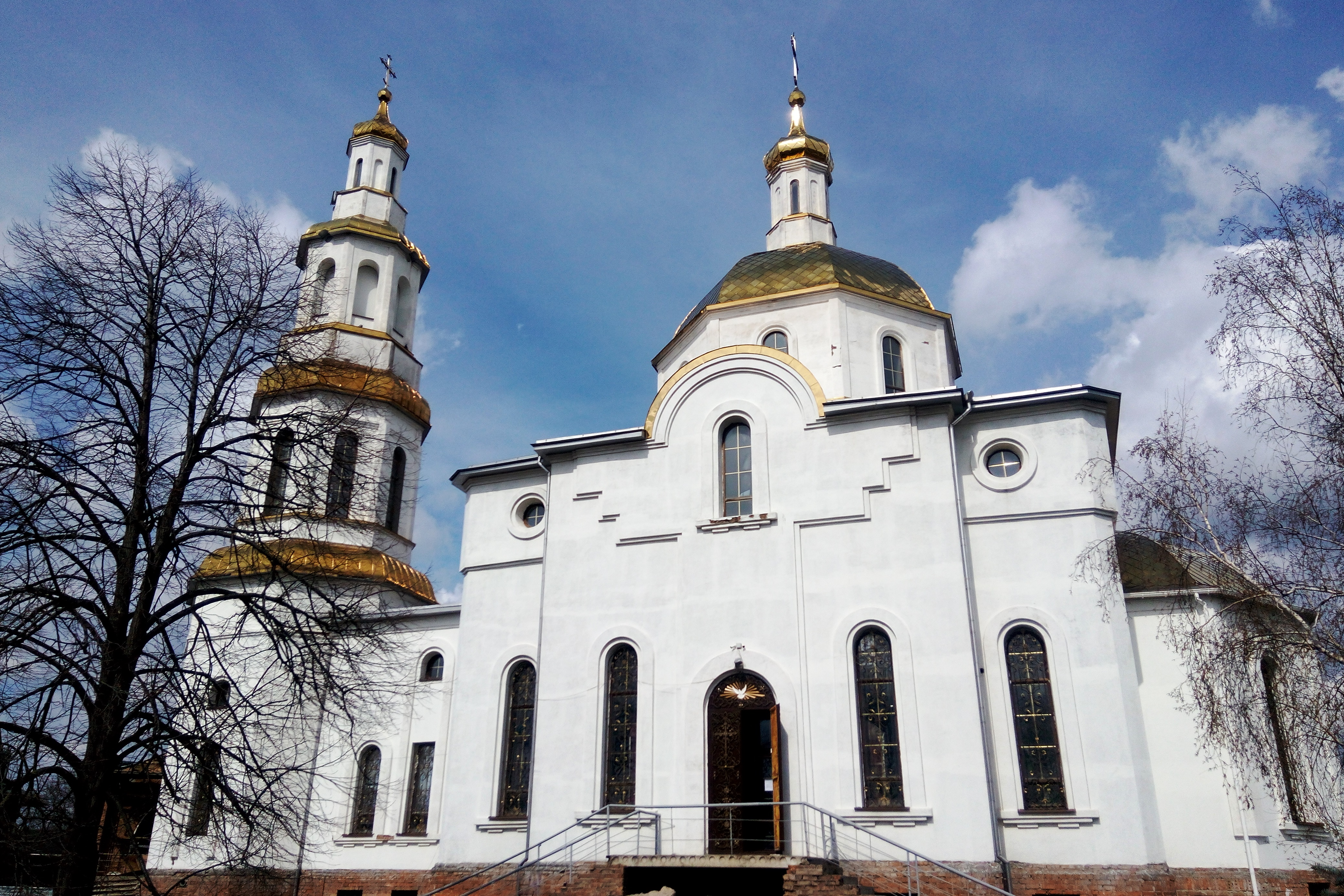
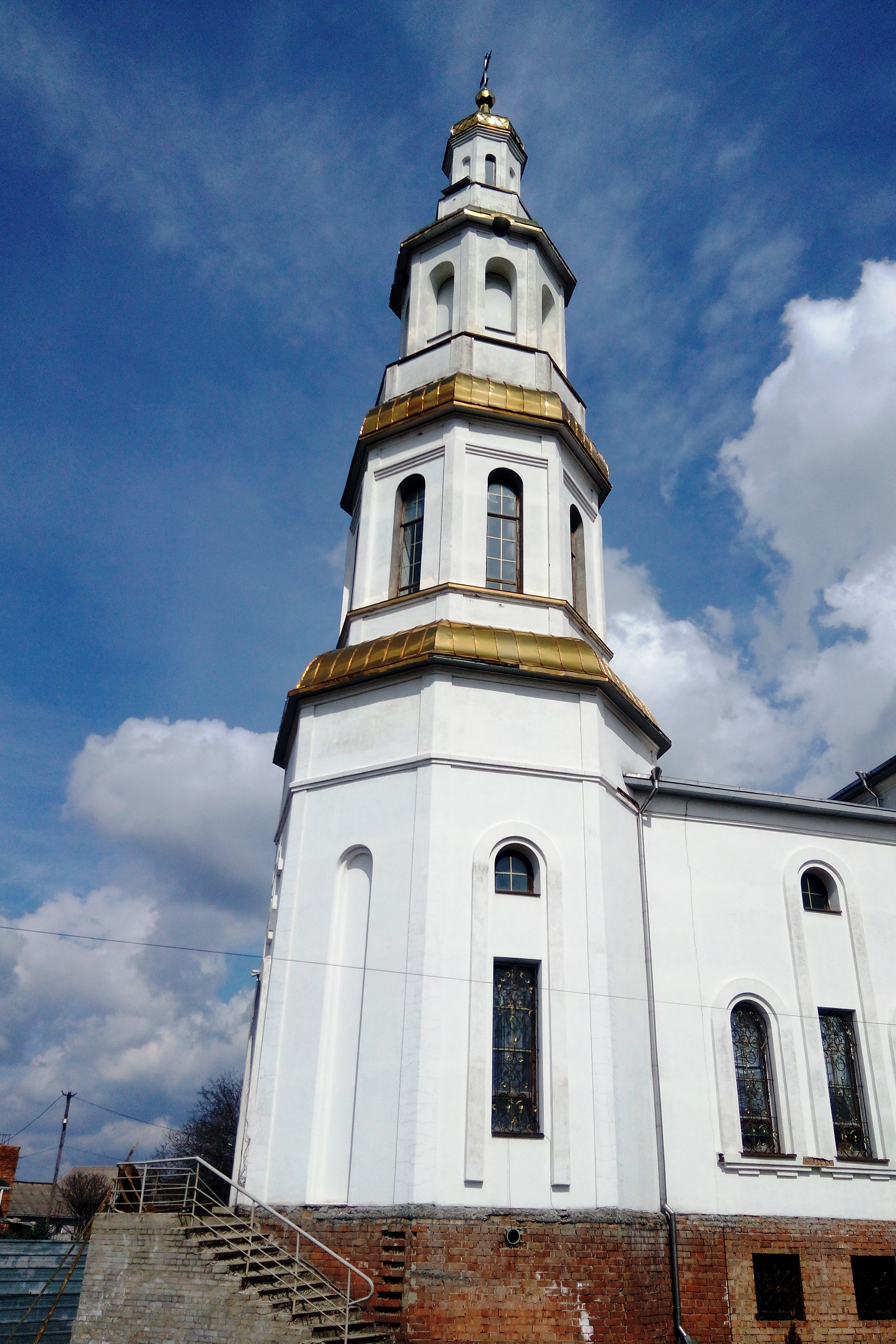
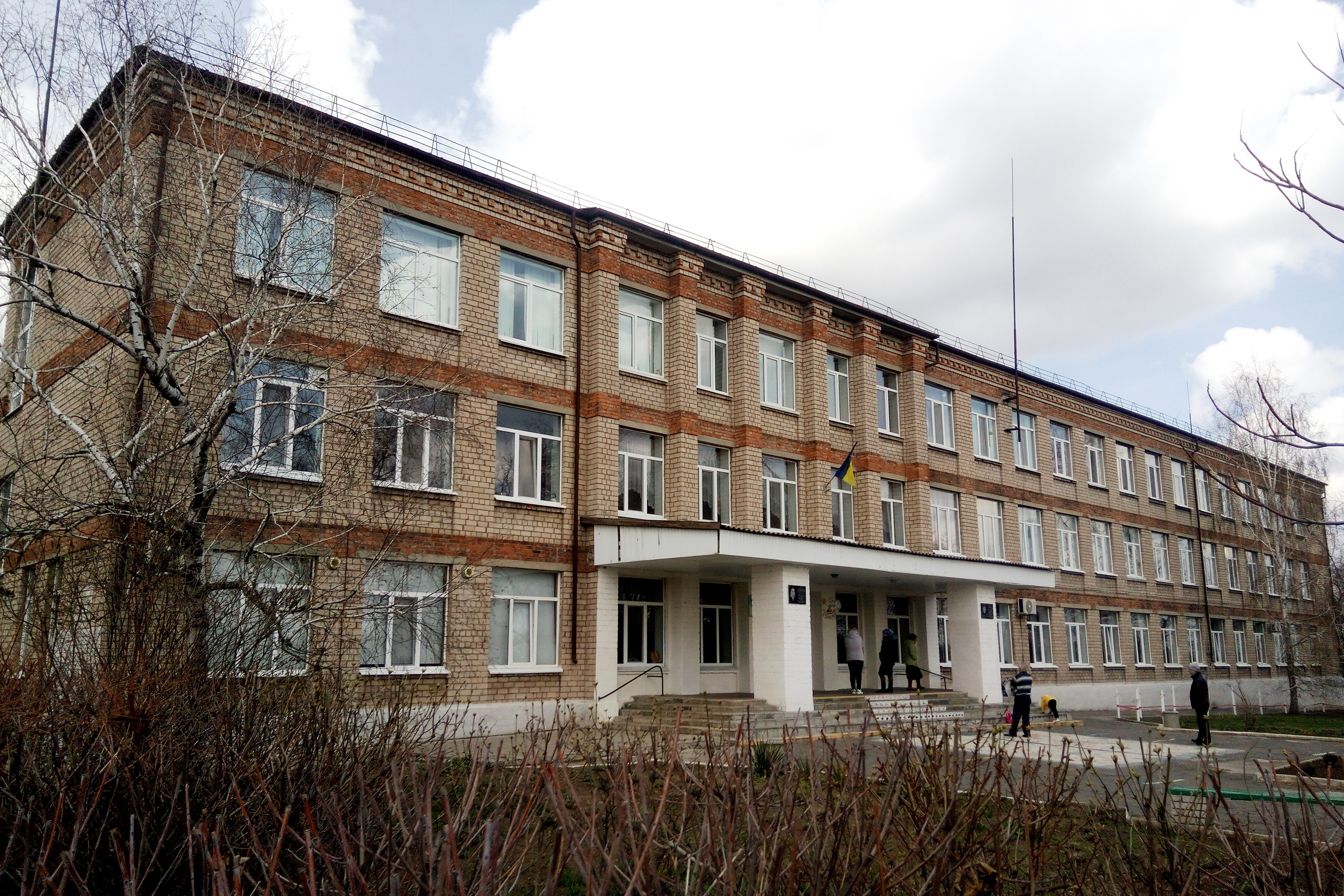
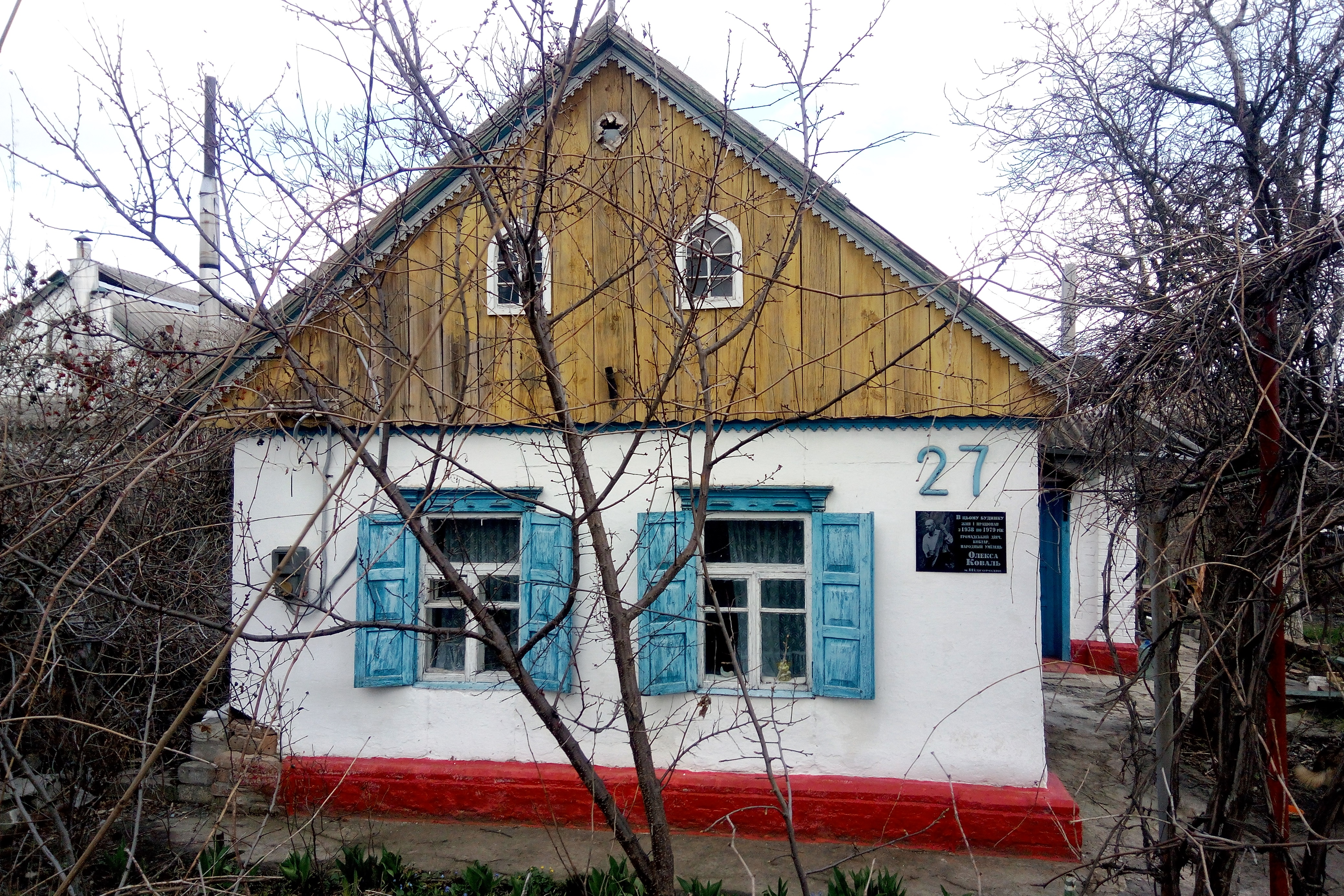
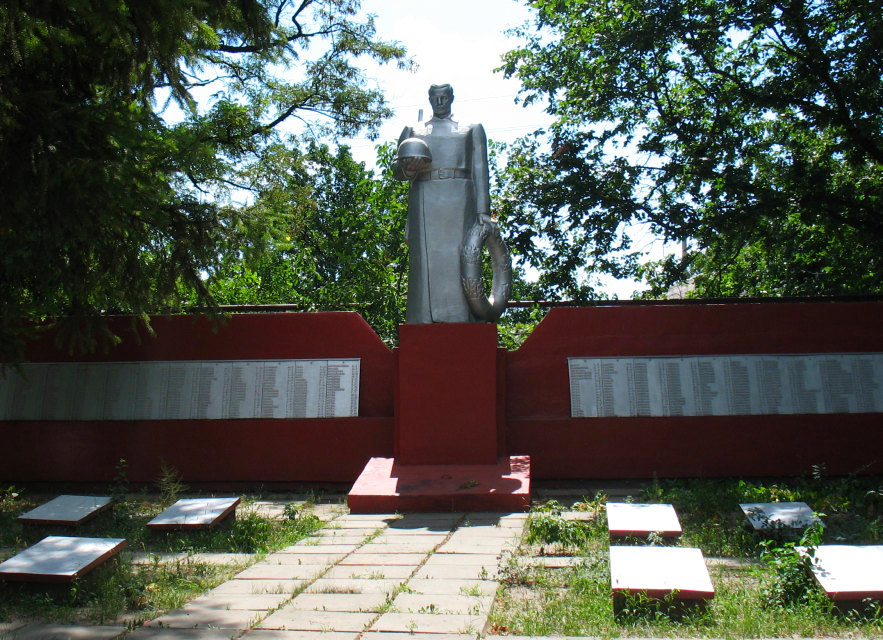
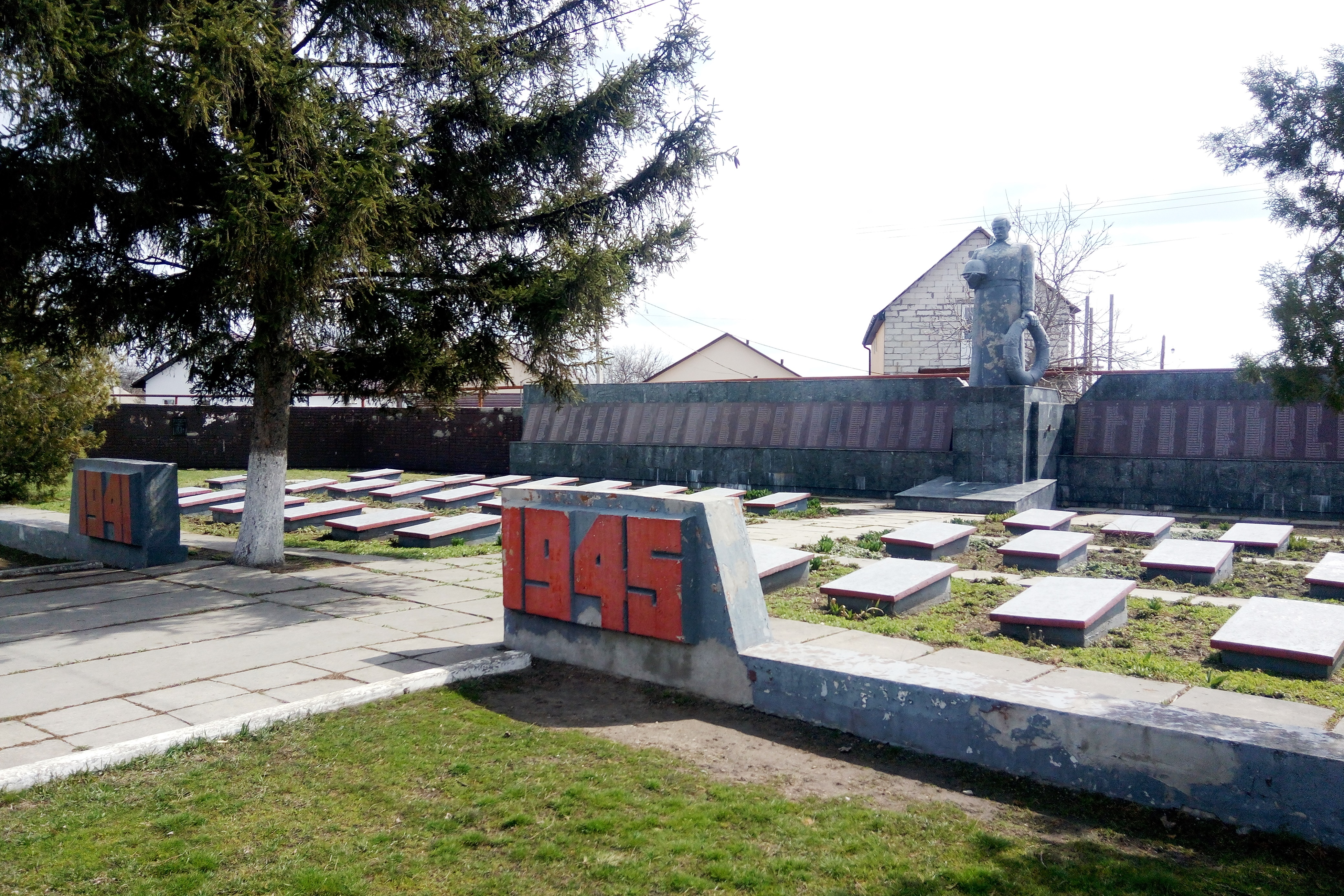
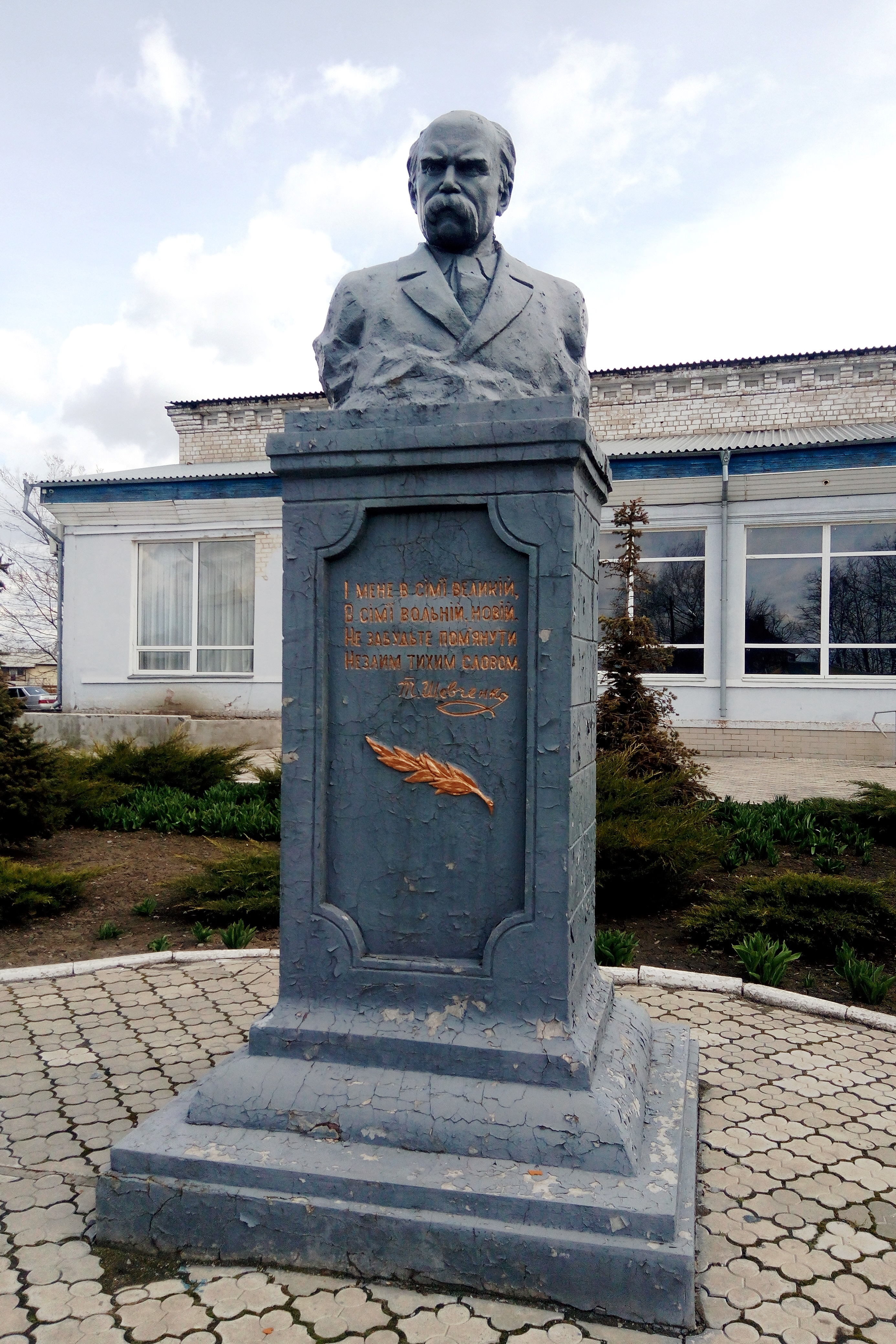
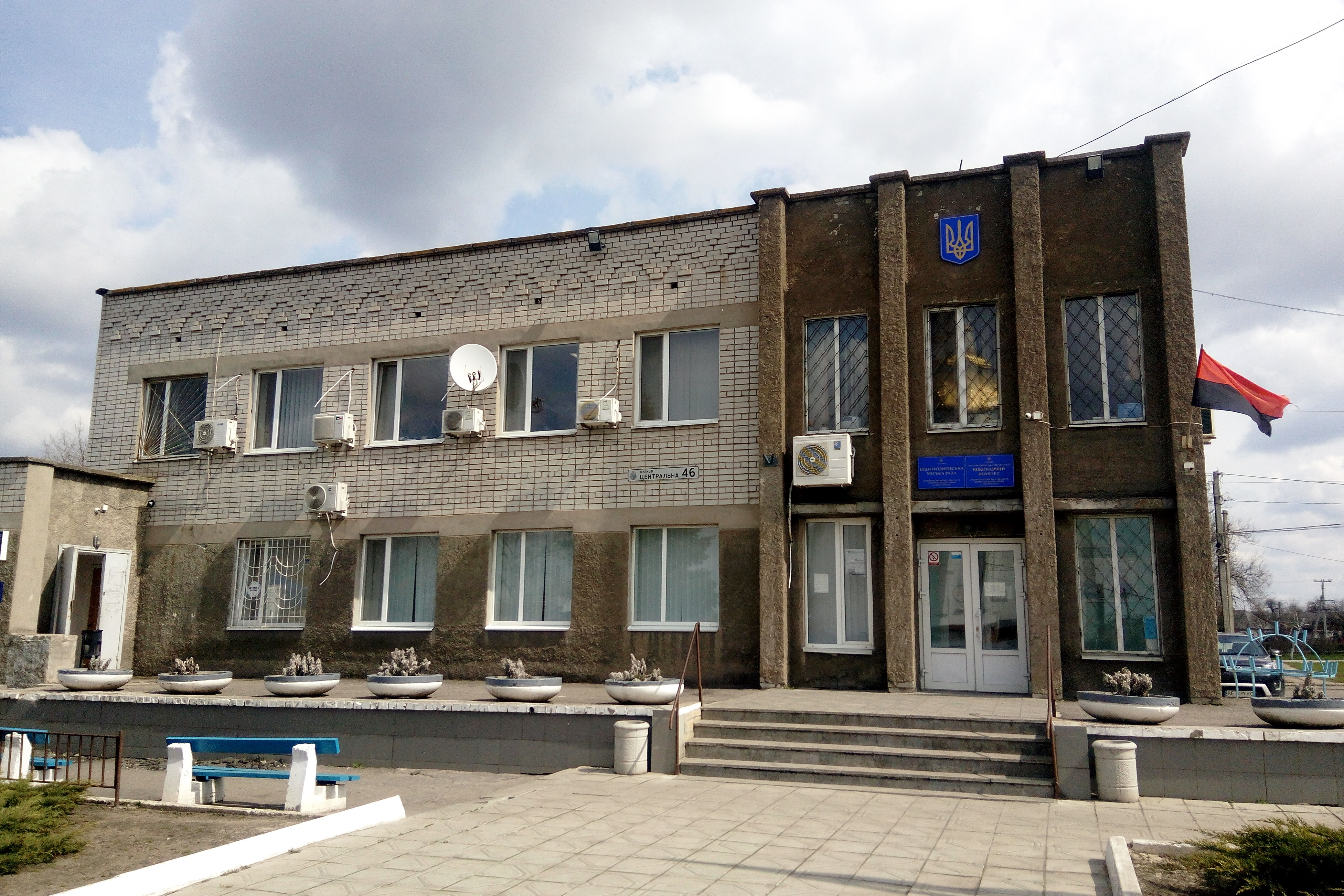

## 備註
1. ↑  俄语：，羅馬化：Podgorodnoye

## 來源
1. ↑  . 北京: 中国地图出版社. 2023. ISBN 9787520431699.
2. ↑   (PDF).   [2023-02-02]. （原始内容存档 (PDF)于2022-08-10）.